# Augustin Barruel
Augustin Barruel (Villeneuve-de-Berg, 2. listopada 1741. – Pariz, 5. listopada 1820.) bio je francuski novinar, intelektualac i isusovački svećenik. Danas je najpoznatiji po svojoj teoriji urote o ulozi bavarskih tajnih društava i jakobinaca u Francuskoj revoluciji, koju je iznio u knjizi Memoari koji će poslužiti povijesti jakobinizma, objavljenoj 1797. godine. U svom djelu Barruel tvrdi da su slobodni zidari, iluminati i Židovi osmislili i proveli revoluciju, predstavljajući je kao dio šire zavjere usmjerene protiv Kraljevine Francuske i Katoličke Crkve.
S latinskog na francuski jezik je preveo djelo Ruđera Boškovića O pomrčinama Sunca i Mjeseca.